# Parasimpatolitic

Structura atropinei

Parasimpatoliticele sunt substanțe medicamentoase care reduc activitatea sistemul nervos vegetativ parasimpatic (SNVPS). Majoritatea medicamentelor cu proprietăți parasimpatolitice sunt anticolinergice.